# Herhagen
Herhagen ist ein Ortsteil der Gemeinde Eslohe im nordrhein-westfälischen Hochsauerlandkreis, Deutschland. Mitte 2023 hatte die Ortschaft 76 Einwohner.

## Geografie
Herhagen liegt im Osten der Gemeinde Eslohe zwischen den größeren Orten Reiste und Remblinghausen. Durch den Ort führt die Landesstraße 914 von Nichtinghausen an der Bundesstraße 55 nach Oberhenneborn. Von dieser Straße zweigt in Herhagen die Landesstraße 915 Richtung Remblinghausen ab. Durch Herhagen fließt die Henne.

## Geschichte
Herhagen wird erst verhältnismäßig spät erstmals urkundlich erwähnt, nämlich im Jahr 1346 (in Herhaghen). Die Bedeutung des Ortsnamens ist nicht sicher geklärt; am ehesten zutreffend erscheint die Deutung als "Siedlung am steinigen Hang", was zu der Lage unterhalb des Murenbergs passt.
Zusammen mit der Pfarrei Reiste gehörte Herhagen im Mittelalter zunächst zum Land Fredeburg als Teil des Landes Bilstein. Der letzte Edelherr von Bilstein, Johann II. von Bilstein, trat das Land Fredeburg in der Mitte des 14. Jahrhunderts, vor 1353, an die Grafen von Arnsberg ab. 1368 kam das Niederamt Fredeburg mit dem Verkauf der Grafschaft Arnsberg überwiegend an das kurkölnische Herzogtum Westfalen. Als um 1540 das Niederamt Fredeburg aus dem alten Land Fredeburg herausgelöst wurde, kam Herhagen nun in das dann eigenständige Amt Eslohe. Gleichzeitig wurden die alten Freigerichte abgeschafft, so dass im Amt Eslohe die Kirchspielsgerichte in Reiste, Eslohe und Schliprüthen die Gerichtsbarkeit sowohl der Frei- wie der Gogerichte übernahmen.
Für das 14. und 15. Jahrhundert lassen sich in Herhagen bereits mindestens sieben verschiedene Höfe nachweisen: der Hof der Remblinghausener Familie Kerl 1346 [später Kemper, heute Fuchte]; die gräfliche, später kurfürstliche Mühle [Müller] 1348; ein Hof der Familie von Meschede um 1400 [Spieckermann]; zwei Unterhöfe des Haupthofes Langenbeck des Stifts Meschede um 1400 [Schröjahr, Körnecke]; ein Lehensgut der Familie Rump 1454 [Gercke]; das Freigut der Familie Schnöde 1481 [Schnöde].
Die Schatzungsregister des 16. Jahrhunderts (1536, 1565), das Westfälische Lagerbuch von 1600 und das Abgabenregister von 1627 nennen jeweils zehn Schatzpflichtige, nämlich die Höfe und Kotten Spieckermann, Müller, Schnöde, Gercke, Schröjahr, Körnecke, Pieper, Kemper, Jürgens und Tigges, zu denen 1685 als elftes Haus der Hof Gerres tritt. 1785 hatte Herhagen 76 Einwohner in elf Häusern, 1817 96 Einwohner in weiterhin elf Häusern und 1885 95 Einwohner in 15 Häusern.
Herhagen gehörte bis zur kommunalen Neugliederung zur Gemeinde Reiste und wurde am 1. Januar 1975 in die Gemeinde Eslohe eingegliedert.
Die heutige Kapelle wurde 1947/48 errichtet und ist wie der Vorgängerbau, der 1945 bei einem Bombenangriff zerstört wurde, dem heiligen Laurentius geweiht.

## Persönlichkeiten
- Christine Koch (* 23. April 1869 in Herhagen; † 18. April 1951 in Bracht, heute Stadtteil von Schmallenberg), sauerländische Lyrikerin